# SV Sodingen
Maillots
Le SV Sodingen est un club allemand de football basé à Herne.

## Historique
- septembre 1912 : fondation du club sous le nom de Sport-Verein von 1912 Sodingen[1]